# Steve Eminger
Steve Eminger (* 31. října 1983 Woodbridge, Ontario, Kanada) je bývalý kanadský hokejový obránce.

## Osobní život
7. srpna 2010 se oženil s Lindsay Meijer v Muskoka, Ontario.

## Hráčská kariéra
Steve Eminger, který je také známý svou fyzickou hrou, začal svou juniorskou kariéru v ročníku 1998/99 za tým Bramalea Blues z OPJHL. Po skončení sezony byl juniorském draftu vybrán týmem Kitchener Rangers ze čtvrtého místa. Po úspěšném draftu se přesunul do Kitcheneru, který působil v soutěži OHL, odehrál celkem čtyři sezony. V ročníku 2001/02 se stal nejproduktivnější obránce v týmu, dosáhl i ligového ocenění, byl vybrán do druhého All-Star týmů a zvolen do Top Prospects Game. V poslední sezoně v juniorské soutěži a rovněž v působení v Kitchener Rangers, dosáhl společně s týmem nejprve úspěchu v základní části, kterou vyhráli. V playoff nebyl poražen na série žádným týmem a tak získali trofej J. Ross Robertson Cup. Poté byli zařazení do boje o Memorial Cup, který taktéž získali. U ocenění v Memorial Cupu byl Eminger zvolen do All-Star týmu.
Během tohoto období byl v roce 2002 vybrán ve Vstupním draftu NHL hned v prvním kole, celkově 12. týmem Washington Capitals. Jeho debut v NHL odehrál 11. října 2002 proti Nashville Predators. Za Capitals přidal dalších šestnáct zápasů. Na začátku prosince se však vrátil do juniorské soutěže. Následující ročník 2003/04 byl již natrvalo součásti organizace Capitals a jejich farmě v Portland Pirates hrající soutěž AHL. Během výluky v NHL odehrál celou část sezony za Portland Pirates. Po skončení výluky v NHL se natrvalo zabydlel v základní sestavě Caps. Během sezóny 2007-08, poslední sezóna za Washington, byl převážně zraněný. V průběhu roku 2008 byl společně s Jacobem Deserresem součásti výměny do Philadelphia Flyers za kanadského obránce Johna Carlson.
29. června 2008 se dohodl s vedením Flyers na jednoleté smlouvě s Flyers. Za Flyers si však zahrál pouhých 12 zápasů. 7. listopadu 2008 byl vyměněn společně se Stevnem Downiem a 4. výběrem v draftu do Tampa Bay Lightning za Matta Carleho a 3. kolo draftu . Ale ani v Lightning nevydržel po celou část sezony, v závěru uzavírání přestupu v NHL byl potřetí vyměněn, tentokrát do Florida Panthers výměnou za Noah Welch a 3. výběrem v draftu. Za Floridu odehrál nejméně zápasů v NHL, pouhých devět. Po končení smlouvy mu nebyla nabídnuta nová smlouva a stal se volným hráčem.
Jako volný hráč se dohodl až 4. září 2009 na nové angažmá v NHL, na dva roky se upal týmu Anaheim Ducks . Za Ducks vydržel hrát celou část sezony 2009/10, ale v létě přesně 9. července 2010 byl již počtvrté a již naposled v kariéře NHL vyměněn. Výměnný obchod byl za Emingera dva hráči, Aaron Vörös a Ryan Hillier z New York Rangers. Za Rangers podepsal roční smlouvu v hodnotě 1.5 milionů dolarů. V organizaci Rangers strávil nakonec tři roky, jeho druhé nejdelší působiště v NHL. V poslední sezoně v NHL, se dočkal ve své kariéře po postupu s týmem do playoff i postupu z čtvrtfinále do semifinále konference. Během sezony 2012/13 byl i poslán na farmu Rangers v Connecticut Whale, za které odehrál čtyři zápasy, ve kterých vstřelil jednu branku.
První angažmá mimo Severní Ameriku si vyzkoušel v roce 2013, dohodl se s ruským celkem CSKA Moskva, hrající nejvyšší ruskou soutěž KHL. Do týmu se hned začlenil do základní sestavy ale vydržel tam do konce ledna 2014. Poté se vrátil do zámoří, dohodl se na angažmá v nižší soutěži AHL k týmu Norfolk Admirals. Další zápasy v NHL již nepřidal, poslední dva roky hrál pouze v AHL. Ročník 2014/15 strávil na farmě Bostonu Bruins v Providence Bruins, ve kterém dokonce působil jako asistent hlavního kapitána Craiga Cunninghama. Po skončení sezony nemohl najít žádné nové angažmá. To se mu podařilo až po novém roce 2016, dohodl se s týmem Lake Erie Monsters. Poslední sezona v jeho kariéře a byl součástí mistrovského kádru v AHL, v playoff byl druhým nejproduktivnějším obráncem klubu. po ezoně se stal opět nechráněným hráčem, tentokrát si však nové angažmá nenašel, později se rozhodl ukončit hráčskou kariéru.

## Skaut
Po roční odmlce od hokeje, se dohodl na své první angažmá jako skaut pro organizaci New York Rangers, ve kterém působil jako hráč v letech 2010-2013.

## Ocenění a úspěchy
- 2002 CHL - Druhý All-Star Tým
- 2002 CHL - Top Prospects Game
- 2003 CHL - Memorial Cup All-Star Tým
- 2005 AHL - All-Star Game

## Prvenství

### NHL
- Debut v NHL - 11. října 2002 (Washington Capitals proti Nashville Predators)
- První asistence v NHL - 16. listopadu 2002 (Toronto Maple Leafs proti Washington Capitals)
- První gól v NHL - 10. října 2005 (Washington Capitals proti New York Rangers, kanadskému brankáři Kevin Weekes)

### KHL
- Debut v KHL - 23. října 2013 (Dinamo Riga proti CSKA Moskva)
- První asistence v KHL - 30. října 2013 (Severstal Čerepovec proti CSKA Moskva)

## Klubové statistiky
| Sezóna       | Klub                | Soutěž       |     | Základní část | Základní část | Základní část | Základní část | Základní část |   | Play off | Play off | Play off | Play off | Play off |
| Sezóna       | Klub                | Soutěž       | Z   | G             | A             | B             | TM            | Z             | G | A        | B        | TM       |          |          |
| 1998–99      | Bramalea Blues      | OPJHL        | 47  | 6             | 9             | 15            | 81            | —             | — | —        | —        | —        |          |          |
| 1999–00      | Kitchener Rangers   | OHL          | 50  | 2             | 14            | 16            | 74            | 5             | 0 | 0        | 0        | 0        |          |          |
| 2000–01      | Kitchener Rangers   | OHL          | 54  | 6             | 26            | 32            | 66            | —             | — | —        | —        | —        |          |          |
| 2001–02      | Kitchener Rangers   | OHL          | 64  | 19            | 39            | 58            | 93            | 4             | 0 | 2        | 2        | 10       |          |          |
| 2002–03      | Kitchener Rangers   | OHL          | 23  | 2             | 27            | 29            | 40            | 21            | 3 | 8        | 11       | 44       |          |          |
| 2002–03      | Washington Capitals | NHL          | 17  | 0             | 2             | 2             | 24            | —             | — | —        | —        | —        |          |          |
| 2003–04      | Washington Capitals | NHL          | 41  | 0             | 4             | 4             | 45            | —             | — | —        | —        | —        |          |          |
| 2003–04      | Portland Pirates    | AHL          | 41  | 0             | 4             | 4             | 40            | 7             | 0 | 1        | 1        | 2        |          |          |
| 2004–05      | Portland Pirates    | AHL          | 62  | 3             | 17            | 20            | 40            | —             | — | —        | —        | —        |          |          |
| 2005–06      | Washington Capitals | NHL          | 66  | 5             | 13            | 18            | 81            | —             | — | —        | —        | —        |          |          |
| 2006–07      | Washington Capitals | NHL          | 68  | 1             | 16            | 17            | 63            | —             | — | —        | —        | —        |          |          |
| 2007–08      | Washington Capitals | NHL          | 20  | 0             | 2             | 2             | 8             | 5             | 1 | 0        | 1        | 2        |          |          |
| 2008–09      | Philadelphia Flyers | NHL          | 12  | 0             | 2             | 2             | 8             | —             | — | —        | —        | —        |          |          |
| 2008–09      | Tampa Bay Lightning | NHL          | 50  | 4             | 19            | 23            | 36            | —             | — | —        | —        | —        |          |          |
| 2008–09      | Florida Panthers    | NHL          | 9   | 1             | 0             | 1             | 6             | —             | — | —        | —        | —        |          |          |
| 2009–10      | Anaheim Ducks       | NHL          | 63  | 4             | 12            | 16            | 30            | —             | — | —        | —        | —        |          |          |
| 2010–11      | New York Rangers    | NHL          | 65  | 2             | 4             | 6             | 22            | —             | — | —        | —        | —        |          |          |
| 2011–12      | New York Rangers    | NHL          | 42  | 2             | 3             | 5             | 28            | 4             | 0 | 0        | 0        | 0        |          |          |
| 2012–13      | New York Rangers    | NHL          | 35  | 0             | 3             | 3             | 8             | 11            | 0 | 2        | 2        | 4        |          |          |
| 2012–13      | Connecticut Whale   | AHL          | 4   | 1             | 0             | 1             | 0             | —             | — | —        | —        | —        |          |          |
| 2013–14      | CSKA Moskva         | KHL          | 25  | 0             | 2             | 2             | 10            | —             | — | —        | —        | —        |          |          |
| 2013–14      | Norfolk Admirals    | AHL          | 33  | 3             | 4             | 7             | 24            | 10            | 1 | 1        | 2        | 14       |          |          |
| 2014–15      | Providence Bruins   | AHL          | 62  | 4             | 19            | 23            | 60            | 1             | 0 | 0        | 0        | 0        |          |          |
| 2015–16      | Lake Erie Monsters  | AHL          | 19  | 5             | 9             | 14            | 14            | 13            | 1 | 7        | 8        | 4        |          |          |
| Celkem v NHL | Celkem v NHL        | Celkem v NHL | 488 | 19            | 80            | 99            | 359           | 20            | 1 | 2        | 3        | 6        |          |          |

## Reprezentace
| Rok                       | Tým                       | Soutěž                    | Z | G | A | B | TM |
| ------------------------- | ------------------------- | ------------------------- | - | - | - | - | -- |
| 2003                      | Kanada 20                 | MSJ                       | 6 | 0 | 2 | 2 | 16 |
| Juniorská kariéra celkově | Juniorská kariéra celkově | Juniorská kariéra celkově | 6 | 0 | 2 | 2 | 16 |